# Aleksandra Gintrowska
Aleksandra Gintrowska (ur. 28 marca 1991 w Szczecinku) – polska piosenkarka i aktorka.

## Życiorys
Pochodzi z rodziny o muzycznych tradycjach: jeden z dziadków śpiewał w chórze, drugi grał na skrzypcach, matka była piosenkarką, siostra gra na wiolonczeli, a jej wujem był Przemysław Gintrowski.
Naukę śpiewu pobierała w szkołach w Szczecinku. W okresie nauki w szkole podstawowej uczyła się gry na pianinie. Później uczyła się w Prywatnym Liceum Ogólnokształcącym oraz na Wydziale Śpiewu Operowego Szkoły Muzycznej II st. im. Oskara Kolberga. Po zakończeniu nauki wyjechała do Warszawy, gdzie zdała maturę międzynarodową, po czym wyjechała do Londynu, gdzie uczęszczała na studia na Wydziale Dramatycznym Uniwersytetu w Kingston. W czasach studenckich udzielała się w chórze i spektaklach akademickich oraz występowała w musicalach This Is Musical, Gems from the Shows i Cell Block Tango na scenach londyńskich teatrów. Zagrała Monikę w filmie Barbary Sass W imieniu diabła (2011).

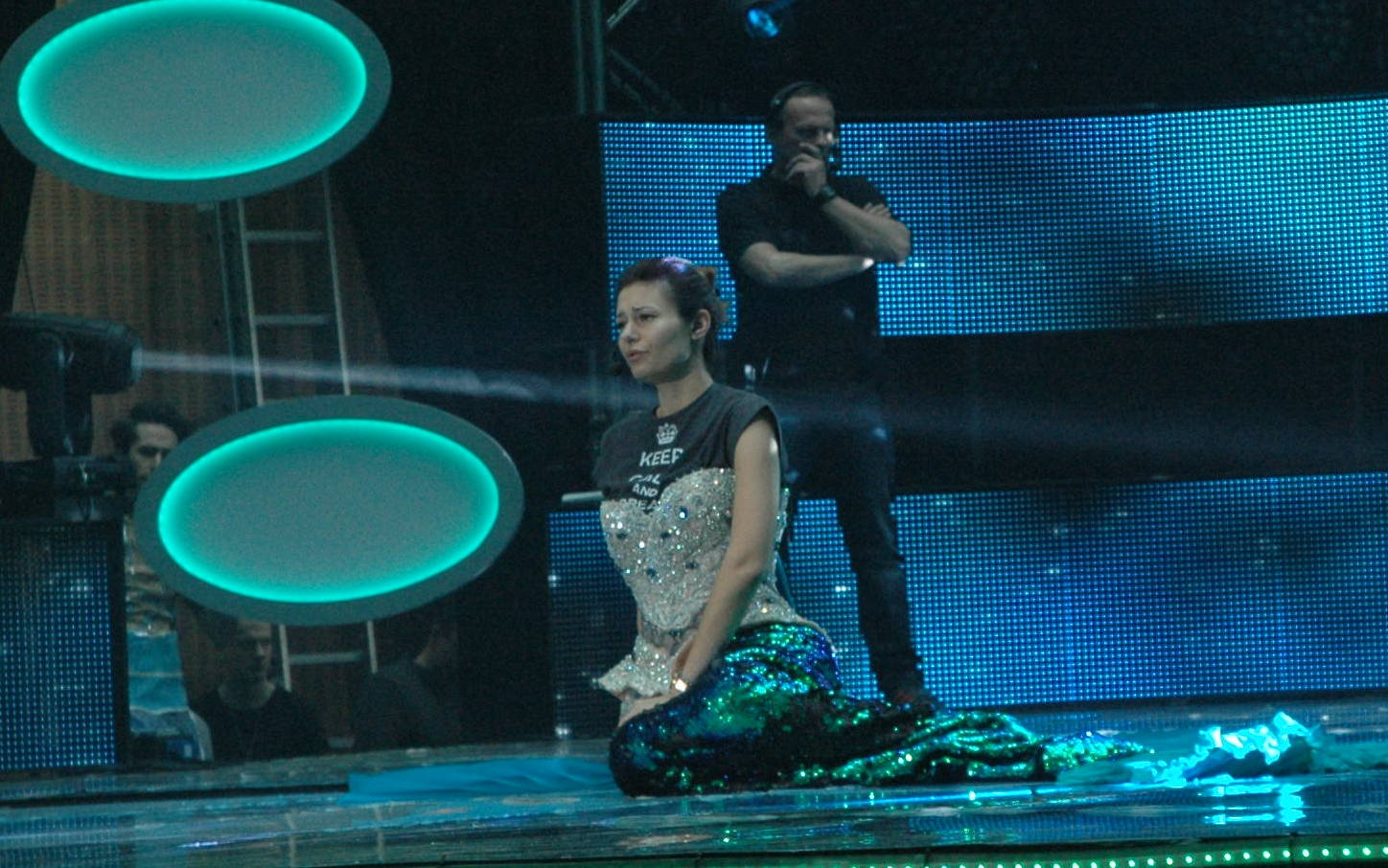
Gintrowska podczas próby do Krajowych Eliminacji do 61. Konkursu Piosenki Eurowizji (2016)

W 2015 wydała singiel „Missing”, do którego muzykę skomponował Robert Janson. Utwór został wykorzystany jako motyw muzyczny programu telewizji Polsat Must Be the Music. Tylko muzyka. W 2016 zakwalifikowała się z tym utworem do finału krajowych eliminacji eurowizyjnych, w którym zajęła ósme miejsce w głosowaniu telewidzów. Jej występ, w tym sposób zaśpiewania piosenki oraz strój syreny, w którym wystąpiła Gintrowska, wzbudził duże kontrowersje w mediach. W 2017 klip do piosenki „Missing”, który został wykorzystany w ścieżce dźwiękowej do filmu Krzysztofa Langa Słaba płeć?, został wyróżniony antynagrodą Węża w kategorii najgorszy teledysk okołofilmowy.
W sierpniu 2016 wydała singiel „Best That I’ve Felt”, który został wyprodukowany przez Ryana Teddera. W grudniu 2016 opublikowała utwór „Rowdy”. W 2017 wydała polskojęzyczny singiel – „Biała magia”, który stworzyła z Robertem Jansonem. W tym samym roku wystąpiła jako Jola w filmie Jana Kidawy-Błońskiego Gwiazdy oraz uczestniczyła w ósmej edycji programu rozrywkowego Polsatu Twoja twarz brzmi znajomo W latach 2018–2019 zagrała drugoplanowe role w serialach telewizyjnych: Pierwsza miłość, M jak miłość, Diagnoza, Oko za oko czy Ojciec Mateusz. W 2019 była jednym ze stu jurorów w programie rozrywkowym Polsatu Śpiewajmy razem. All Together Now. 17 grudnia wystąpiła w telewizyjnym koncercie „Najpiękniejsze Kolędy” w Lubinie. 31 grudnia razem z chórem zaśpiewała podczas koncertu sylwestrowego TVN w Warszawie.
Wraz z rodziną założyła fundację im. Przemysława Gintrowskiego, która rokrocznie organizuje koncert poświęcony twórczości artysty.

## Filmografia
- 2011: W imieniu diabła – Monika
- 2017: Gwiazdy – Jolanta
- 2018: Pierwsza miłość – Urszula Dzieciątkiewicz, siostra Walerego
- 2018: M jak miłość – Małgosia
- 2018: Diagnoza – Zuza (odc. 19–20)

## Dyskografia
Single
- 2015 – „Missing”
- 2016 – „Best That I’ve Felt”
- 2016 – „Rowdy”
- 2017 – „Biała magia”